# Xerotricha nubivaga
Xerotricha nubivaga is een slakkensoort uit de familie van de Hygromiidae. De wetenschappelijke naam van de soort is voor het eerst geldig gepubliceerd in 1882 door J. Mabille.